# Glycerius római császár
Glycerius (420 körül – Dalmatia, 480 után) nyugatrómai császár volt 473 és 474 között. A burgundok befolyásuk alatt tartották, de a források általánosságban nem ítélik rossz uralkodónak.

## Politikai helyzet trónralépését megelőzően
472-ben Anthemius császár és a magister militum (hadsereg főparancsnoka), Ricimer között polgárháború tört ki. Ricimer császárjelöltje Olybrius volt. Anthemius bezárkózott Rómába, amit több hónapnyi ostrom után júliusban bevettek és kifosztottak, megölve őt is. Olybrius és Ricimer mindössze pár hónapig éltek még, november kezdetére a trón megüresedett.

## Uralkodása
Négy hónap interregnum után Gundobad burgund király, Ricimer unokaöccse és az új magister militum Glyceriust, a comes domesticorumot (császári udvari elit kadétegységek vezetője) segítette trónra. Márciusban Ravennában hirdették ki uralkodónak.

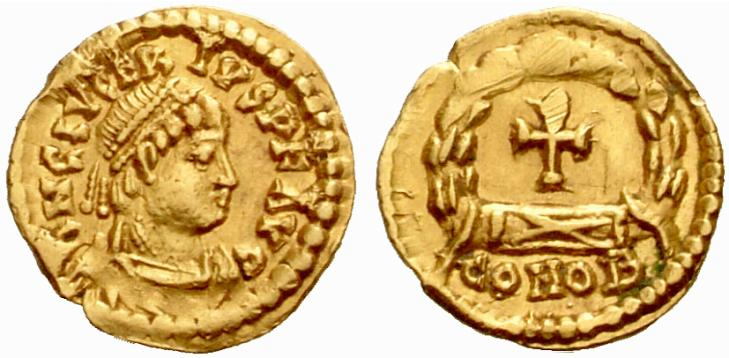
Glycerius aranypénzeinek két oldala

Több kora középkori forrásból tudjuk, hogy 473-ban veszett el Massilia (ma Marseille) és Arelatum (ma Arles) a nyugati gót Eurich királynak. Eközben a keleti gótok felől is veszély fenyegetett. Ez a nép a hun birodalom összeomlását követően engedélyt kapott Marcianus keletrómai császártól a pannóniai letelepedésre. Theodemir király fia, Theodorik (Itália későbbi meghódítója) lejjebb húzódott a népének egy részével Moesia régiójába. Theodemir testvére, Vidimer vagy Videmir is délnek indult és kinyilvánította szándékát Itália elfoglalására. Glycerius ajándékokat küldött a királynak és megengedte, leszervezte átkelését Galliába.
Uralmát a keleti császár, I. Leo nem ismerte el. Glycerius úgy látszik próbált megegyezést találni, például 474-ben a Nyugat nem választott saját konzult, hanem elfogadta a Kelet által választottat, a kiskorú II. Leot, de Konstantinápoly határozott volt szándékában. Iulius Nepost, a Nyugatrómai Birodalom dalmáciai magister militumát és Verina császárné unokahúgának férjét nevezték ki.
474 júniusában Nepos landolt Portus Augustinál vagy Ostiánál. Riválisa úgy látszik előre tudott érkezéséről és Rómába ment, ahogy ezt egy ott vert érme mutatja. Fegyveres összecsapásra azonban nem került sor, Glycerius megadta magát.
Gundobad, Glycerius szponzorja nem avatkozott bele a történtekbe. Ez talán azért lehetett, mert apja és fivérei ekkortájt halhattak meg és otthon kellett maradnia, hogy az öröklődést lerendezze.

## Utóélete
Nepos elődjét Salona püspökének, majd amikor egy év múlva visszaűzték Dalmáciába, személyes püspökének nevezte ki. Egy történetíró szerint a Nepos elleni 480-as merényletben érintett volt. A modern történészetben előkerült az a valószínűtlen feltevés is, hogy Odoaker, miután Dalmácia régióját is uralma alá hajtotta Mediolanum (ma Milano, magyarul Milánó) püspökévé tette. Glycerius vélhetően Salona püspökeként fejezte be életét.

## Külső oldalak
- Glycerius fennmaradt érméinek katalógusa (angol nyelven)

| Előző uralkodó: Olybrius | Római császár 473 – 474 | Következő uralkodó: Iulius Nepos |